# Comissió d'Energia Atòmica de les Nacions Unides
La Comissió d'Energia Atòmica de les Nacions Unides (anglès United Nations Atomic Energy Commission, UNAEC) va ser fundada el 24 de gener de 1946 per la Resolució 1 de l'Assemblea General de les Nacions Unides per "tractar els problemes plantejats pel descobriment de Energia atòmica".
L'Assemblea General va demanar a la Comissió que formulés propostes específiques: 
(a) per estendre entre totes les nacions l'intercanvi d'informació científica bàsica per a finalitats pacífiques;
(b) per al control de l'energia atòmica en la mesura necessària per garantir-ne només l'ús amb finalitats pacífiques :(c) per l'eliminació dels armaments nacionals de les armes atòmiques i de totes les altres armes importants adaptables a la destrucció massiva;
(d) per a salvaguardes efectives mitjançant la inspecció i altres mitjans per protegir els Estats que compleixen els riscos de violacions i evasions.
El 14 de desembre de 1946, l'Assemblea General va aprovar una resolució de seguiment per la qual es demana que es completi ràpidament l'informe de la Comissió i la seva consideració pel Consell de Seguretat de les Nacions Unides. El Consell de Seguretat va rebre l'informe el 31 de desembre de 1946 i va aprovar una resolució el 10 de març de 1947, "reconeixent que qualsevol acord expressat pels membres del Consell a les parts separades de l'informe és preliminar" i es demana que es faci un segon informe. El 4 de novembre de 1948, l'Assemblea General va aprovar una resolució en què va declarar que havia examinat els informes primer, segon i tercer de la Comissió i va expressar la seva profunda preocupació per l'impàs que s'havia assolit, tal com es mostra en el seu tercer informe.
El 14 de juny de 1946, el representant dels Estats Units a la Comissió, Bernard Baruch, va presentar el Pla Baruch, pel qual els Estats Units (en aquest moment l'únic estat que posseïa armes atòmiques) destruiria el seu arsenal atòmic amb la condició que l'ONU imposés controls sobre el desenvolupament atòmic que no estarien subjectes al vet del Consell de Seguretat de les Nacions Unides. Aquests controls només permetrien l'ús pacífic de l'energia atòmica. El pla va ser aprovat per la Comissió, però no acceptat per la Unió Soviètica que es va abstenir de la proposta al Consell de Seguretat. El debat sobre el pla va continuar el 1948, però a principis de 1947 va quedar clar que l'acord era improbable.
L'Assemblea General de l'ONU va dissoldre oficialment la UNAEC el 1952, tot i que la Comissió havia estat inactiva des del juliol de 1949.